# 닛산 디젤 스페이스 러너 7

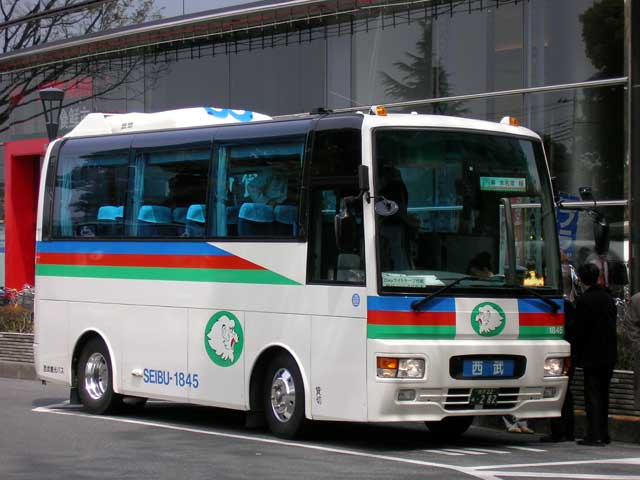
닛산 디젤 스페이스 러너 7

닛산 디젤 스페이스 러너 7(영어: Nissan Diesel Space Runner 7, 일본어: 日産ディーゼル・スペースランナー7 닛산 디이제루 스페에스란나아 나나[*]) 또는 닛산 디젤 EN(영어: Nissan Diesel EN, 일본어: 日産ディーゼル・EN 닛산 디이제루 이이에누[*])은 일본 닛산 디젤 (현, UD트럭)이 만든 소형 버스로 1994년부터 2003년까지 생산했다.

## 개요
당시 7m급의 소형 HD급 버스 모델이 존재하지 않았던 닛산 디젤 (현, UD트럭)에서 도쿄 모터쇼를 통해 길이 7m, 폭 2.3m의 HD급 소형 버스가 발표되었다. 기존 모델인 히노 레인보우, 미쓰비시 후소 에어로 미디, 이스즈 저니 Q 모델에 비하면 늦은 편이다. 1994년에 스페이스 러너 7 모델로 정식으로 발매되었다. U-EN210DAN형 모델을 채택했고 풀에어 서스펜션을 표준으로 채택되었다. 차체의 경우 후지중공업과 서일본 차체 공업에서 제작된 차체 선택이 가능했다. 1998년 배출 가스 규제 대응에 맞춰 마이너 체인지를 했으나 수요가 적어서 소량으로 생산되었고 2003년에 후속 차종 없이 단종되었다.

## 세부 정보

### U-EN210DAN
1994년부터 출시된 모델로 FE6E형 엔진과 인터쿨러 터보 엔진인 FE6TA형 엔진을 탑재했다. FE6E형 엔진의 경우 배출 가스 규제에 준수한 스페이스 러너 7 모델만 탑재했다.

### KC-EN211DAN · KC-EN250DAN
기존 U-EN210DAN 모델을 마이너 체인지를 한 모델로 1994년에 배출 가스 규제에 맞춰 1995년에 출시되었다. FE6E형 및 FE6TA형 엔진이 적용되었고 훗날 닛산 디젤 스페이스 러너 RM, 닛산 디젤 스페이스 러너 RP 모델에 적용된다.

### KK-EN252DAN
기존 KC-EN211DAN · KC-EN250DAN 모델을 마이너 체인지를 한 모델로 1998년에 배출 가스 규제에 맞춰 1999년에 출시되었다. FE6TA형 엔진이 적용되었고 소량만 생산하고 2003년에 후속 차종 없이 단종했다.

## 같이 보기
- 미쓰비시후소트럭 버스
- 서일본 차체 공업
- UD 트럭
- 닛산 디젤 RN
- 닛산 디젤 스페이스 애로우
- UD트럭 SLF